# 赫爾姆冰川
83°7′S 162°30′E / 83.117°S 162.500°E
赫爾姆冰川是南極洲的冰川，位於沙克爾頓海岸，屬於伊麗莎白女王嶺的一部分，全長28公里，最終在法澤卡斯山以西注入洛厄里冰川。